# Tibu (flygplats)
Tibu är en flygplats i Colombia.   Den ligger i departementet Norte de Santander, i den norra delen av landet, 500 km norr om huvudstaden Bogotá. Tibu ligger 53 meter över havet.
Terrängen runt Tibu är huvudsakligen platt, men åt sydväst är den kuperad. Runt Tibu är det glesbefolkat, med 15 invånare per kvadratkilometer. Närmaste större samhälle är Tibú, 0,68 km norr om Tibu. I omgivningarna runt Tibu växer i huvudsak städsegrön lövskog.